# Marti's

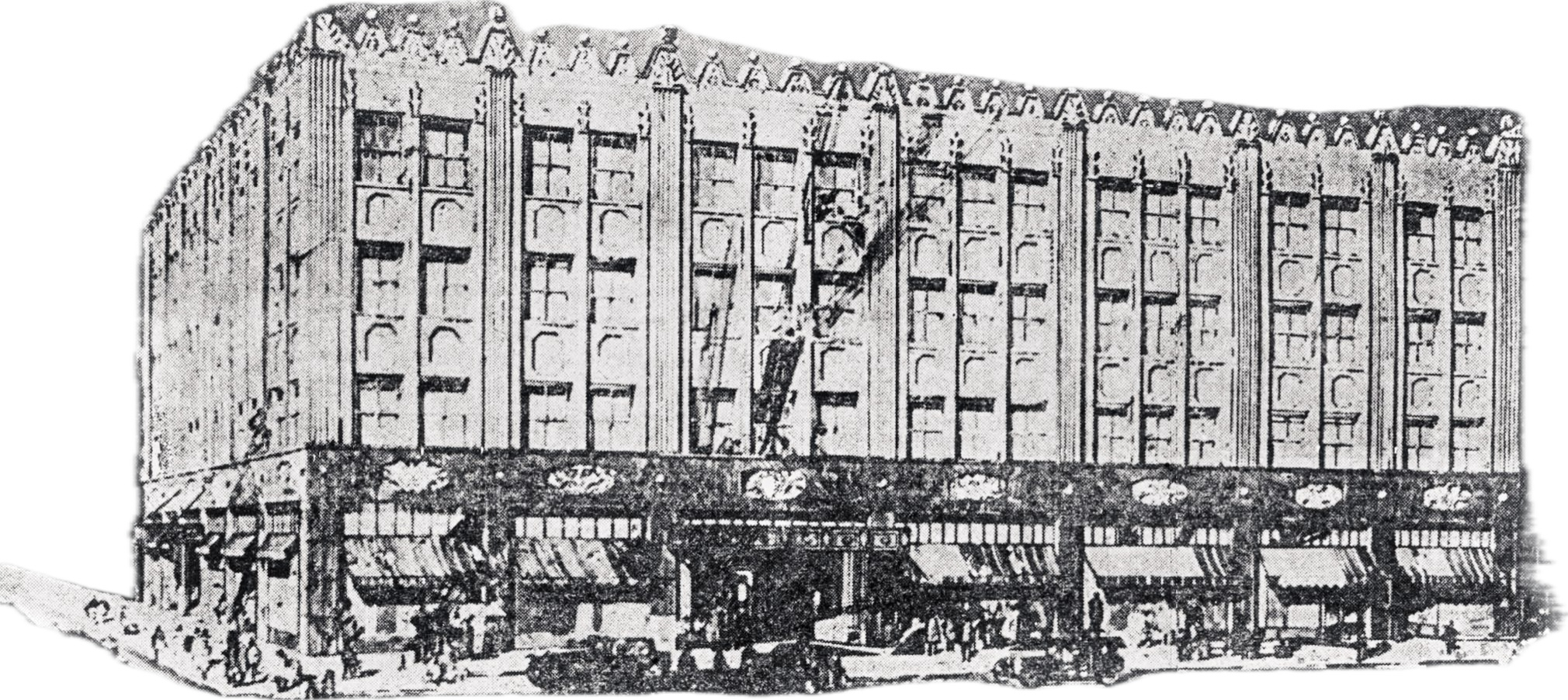
Nieuwe Marti's winkel (1929)

Marti's, ook bekend als Hugh A. Marti Co., was een warenhuis in Long Beach in de Amerikaanse staat Californië. Het werd in februari 1923 geopend op Pine Avenue 411, nadat het de winkel van Boadway Bros. in Long Beach overgenomen had.

## Geschiedenis
In februari 1923 opende Hugh Albert Marti zijn eigen warenhuis, nadat hij gewerkt had bij Buffums. De winkel breidde zich in de daaropvolgende vijf jaar uit, waarbij het ene na de andere aangrenzende pand werd overgenomen. In 1928 nam de winkel zoveel ruimte in, dat er een grote, nieuwe winkel gebouwd werd.
De nieuwe winkel kostte ongeveer een miljoen dollar, inclusief het grondperceel van 2090 m², op de noordwesthoek van Pine Avenue en 4th Street. Het pand naar een ontwerp van de architecten Meyer & Holler, kreeg 4 verdiepingen plus een kelder. Het werd gedeeltelijk geopend in februari 1929 en volledig op 25 juli 1929, waarbij de burgemeester van Long Beach een toespraak hield bij de opening. Het had een 21 meter lange 'fontein' (dat wil zeggen een frisdrankfontein, een lange toonbank met zitplaatsen waar versnaperingen en lichte maaltijden werden geserveerd) in de kelder. 
In december 1932 fuseerde Marti's met het warenhuis The Emporium, en vanaf 30 december gingen de The Emporium-winkel op Broadway en Locust, verder onder de merknaam Marti's. De winkel werd op 12 januari 1933 feestelijk heropend. Marti's bedankte in zijn reclame zijn klanten voor hun steun ondanks de Grote Depressie, en in een advertentie werd de nieuwe locatie als volgt beschreven: "De nieuwe winkel van Marti zal een goede winkel zijn, ontworpen voor de massa, zonder franje en fantasie... maar een goede winkel"De oude locatie van Marti's op de hoek van 4th Street en Pine Avenue werd gesloten.
Toch verloor Marti, als gevolg van de gevolgen van de depressie en de aardbeving van Long Beach in 1932, de controle over de winkel. 
Marti ontbond de Marti Co. in 1934. Het gebouw werd overgenomen door Walker's. Twee jaar later ging Marti bij Harris Department Stores in de regio San Bernardino werken, waar hij eerder in Redlands had gewoond. Daar vervulde hij de functies van controller, penningmeester en lid van de raad van bestuur. In augustus 1966 ging hij met pensioen bij Harris, maar hij bleef nog wel advieswerk voor hen doen.